# 汤姆·费尔顿
湯·安德魯·費頓（1987年9月22日—）是一名英國男演員和音樂家，他因在《哈利波特》系列電影當中飾演跩哥·馬份一角而聲名大噪。
費頓不到7歲便開始拍廣告，於1997年以電影《寄居小奇兵》首次亮相銀幕。2001年他在《哈利波特：神秘的魔法石》裡演出，逐漸獲得知名度。費頓於該系列的七部續集裡出現，直至該系列的最後一部電影——2011年的《哈利波特－死神的聖物2》。費頓在《哈利波特：混血王子的背叛》及《哈利波特：死神的聖物Ⅰ》中的演出讓他連獲兩年MTV影視大獎最佳反派獎。
在拍完《哈利波特》系列電影後，費頓參演《猩球崛起》並飾演反派道奇·蘭登，其後也陸續演出了幾部規模較小的電影，如《13小時》、《琢玉成器》、《鬼次元》、《秘密情事》、《太平洋幽靈》、《復活之謎》、《雙生子》和《遗愿之旅》。2020年，費頓於家庭恐怖片《完全猎魔攻略》裡飾演大反派。
電視劇方面，費頓曾出演過《千里眼》、《謎宮》及《一級謀殺》等。費頓的導演處女作是2015年的電視電影《湯姆·費頓與超級粉絲相見歡》（Tom Felton Meets The Superfans）。2016年至2017年間，他在電視劇《閃電俠》中飾演反派鍊金術師，隔年起擔任科幻電視劇《起源號》的常用演員。費頓還出過多張EP及多首單曲，同時也是唱片公司Six String Productions的創始人之一。

## 早年生活
湯·安德魯·費頓於1987年9月22日出生於薩里郡葉森的埃普索姆醫院，其父彼得·費頓（Peter Felton）是土木工程師:27，其母莎朗（Sharon）是當地的不動產經紀人:28。湯姆·費頓排行老么，有三位哥哥，由長到幼分別為強納森（Jonathan）、克里斯多福（Christopher）和艾許利（Ashley），他比最小的哥哥還小六歲:20。費頓的老家叫做「紅葉」（Redleaf），位於薩里郡一座農場的對面，他在那裡長大:27。他的父母在他十幾歲的時候離婚並分居，費頓在自傳中表示過程沒有很大的衝突，自己也沒有很難過:29。
湯姆·費頓的外祖父是地球物理學家奈傑爾·安斯蒂，安斯蒂曾在《哈利波特：神秘的魔法石》中客串飾演霍格華茲的一名教授，此事於2020年由費頓親自揭露。
根據費頓的自傳，他最初在男子學校克蘭莫爾學校（Cranmore School）接受教育，11歲時改就讀於霍華德埃芬漢學校:78，前者是注重學業的高檔學校，後者則是一般學校:150。拍攝《哈利波特》系列電影期間，費頓依舊持續上學:150。在投入拍攝《哈利波特：阿茲卡班的逃犯》之前，費頓正在準備考GCSE。費頓自稱從小就有歌唱天賦，和兄弟一樣都參加過布肯姆的圣尼古拉教堂的唱詩班，並曾獲一所著名的唱詩學校錄取，但費頓因不想轉學而拒絕:36。

## 職業生涯

### 早期：演藝生涯開始
根據費頓的說法，他年幼時在菲券姆村會堂（Fetcham Village Hall）參加課後的戲劇社，演出了一些戲碼:36-37。在戲劇社負責人的建議下，費頓找到機會便與母親一同去倫敦找經紀人，嘗試加入演藝圈:38-39。費頓在不到7歲時接到第一個工作，內容是前往美國兩週，為商業聯盟拍攝廣告:40-42。之後他也為巴克萊卡拍過廣告。後來他在經理人那裡得知喜劇片《寄居小奇兵》（1997年）的試鏡活動，他於試鏡後獲選。費頓參與拍攝時是九歲:48，飾演的角色是皮葛林·克拉克。為了演出，他將頭髮染紅並燙髮。該片是費頓的電影首作，費頓在電影中與約翰·古德曼和吉姆·布勞德本特共戲。對於下一部大片，費頓藉由試鏡獲選在傳記劇情電影《安娜與國王》（1999年）中飾演路易斯·T·里安諾文斯。該片在馬來西亞拍攝4個月，費頓在周潤發的指導下學習使用武士刀。電視劇方面，費頓先於1998年在電視劇《蟲》裡聲演詹姆斯一角，後於電視劇《千里眼》（1999年）和其續集（2000年）飾演證人湯馬斯·英格姆。

### 2001-2011年：出演《哈利波特》系列電影
費頓12歲時:264，經紀人要他參加《哈利波特》系列電影的試鏡:80-81。當時，面試官問費頓和其他候選人他們最喜歡的書中場景，身為唯一一位還未讀過小說的候選人，費頓選擇模仿另一人講的話。他事後表示：「克里斯·哥倫布（導演）馬上就看穿了我，我敢肯定他偷笑了。那可能達到了不錯的作用。」:140最終他擊敗其他七名候選人，獲選飾演跩哥·馬份:140。在獲選飾演馬份前，費頓也曾為哈利波特與榮恩·衛斯理兩角試鏡:140。費頓是第一集當中少數擁有專業表演經驗的年輕演員之一:140。為了飾演馬份，費頓把金髮漂染成近乎白色的淡黃色，每拍一個場景時都需要染:140。《哈利波特：神秘的魔法石》於2001年發行，上映後叫好又叫座，電影也讓費頓的知名度逐漸提高。《荷里活報道》與《紐約郵報》的評論家讚賞費頓完美還原書中的馬份形象。在第23屆青年藝術家獎頒獎典禮上，費頓入圍了最佳電影年輕男配角獎。接著，費頓陸續在《哈利波特：消失的密室》（2002年）、《哈利波特：阿茲卡班的逃犯》（2004年）及《哈利波特：火盃的考驗》（2005年）中飾演馬份。

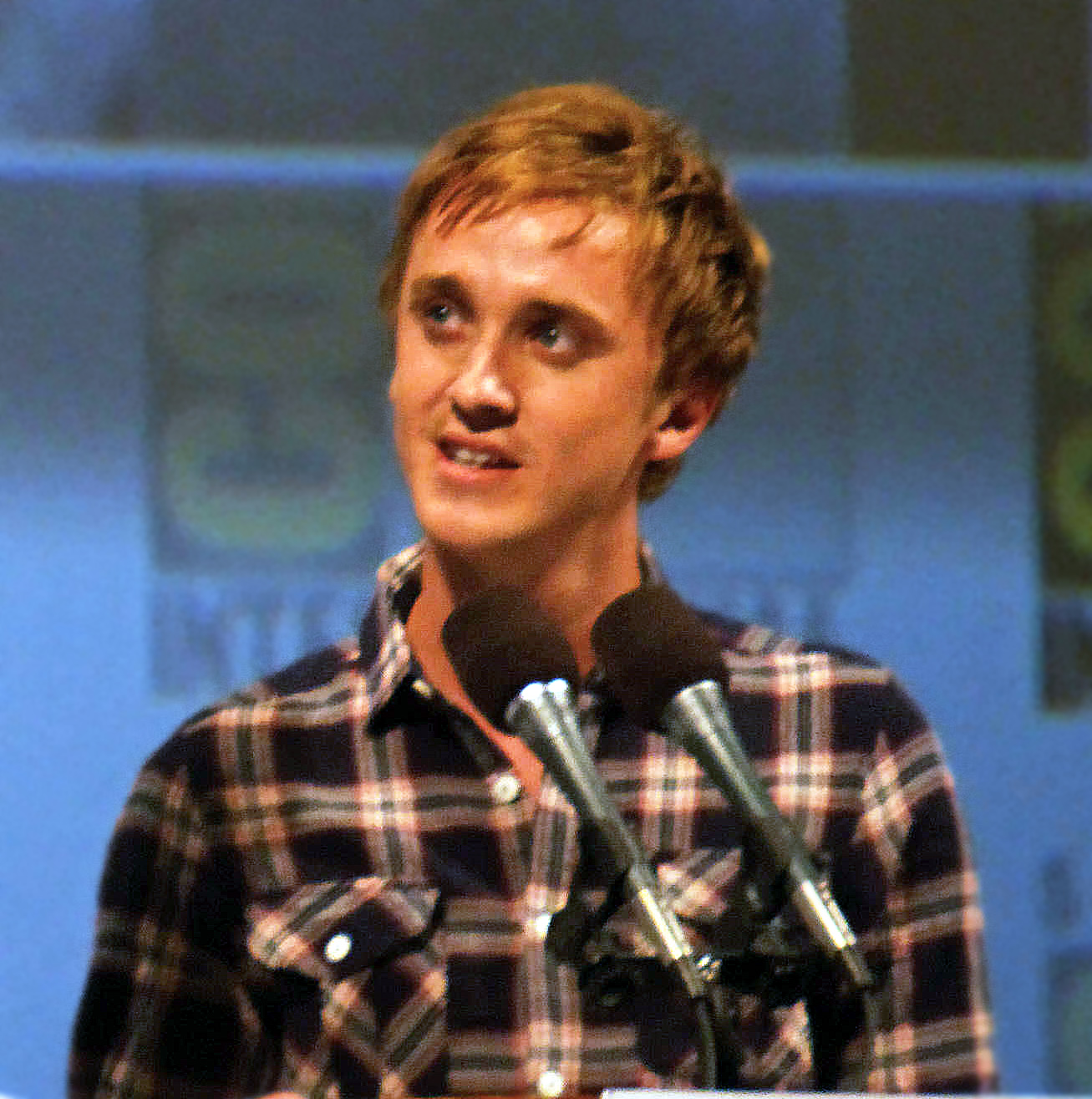
2010年，費頓於聖地亞哥國際漫畫展上宣傳《哈利波特：死神的聖物Ⅰ》。

費頓的官方粉絲俱樂部於2004年成立，他也參與其簽名活動。據報導，由於粉絲人數眾多，費頓不得不暫停接受報名。2005年10月11日，費頓跟魯拔·葛連特一同擔任《每日鏡報》「英國之光獎」的頒獎人。《哈利波特》電影第五集《哈利波特：鳳凰會的密令》和第六集《哈利波特：混血王子的背叛》分別於2007年和2009年上映。在演出這兩集之間的時間，費頓主演了低成本恐怖片《失蹤》（2008年），對他來說是不一樣的挑戰:257-258。2010年，費頓出演喜劇片《大明星小跟班》（客串）和驚悚片《13小時》。
接著，費頓出演了最後兩部《哈利波特》電影《哈利波特：死神的聖物Ⅰ》（2010年）及《哈利波特：死神的聖物Ⅱ》（2011年）。他於《混血王子的背叛》及《死神的聖物1》中的表現讓他分別在2010年和2011年連續兩次獲得《MTV影視大獎最佳反派》，以及2011年《Teen材大獎》的「電影票選獎：反派」。費頓也與《死神的聖物2》的其他演員一同入圍2012年金德比獎（Gold Derby Awards）最佳群戲獎。對於《哈利波特》系列電影的結束，費頓表示：「我有點悲傷，但同時也有點興奮。」據《每日郵報》報導，費頓飾演馬份的片酬已高達300多萬英鎊。
2010年，費頓與大衛·普羅菲特（David Proffitt）及菲利普·海頓-斯萊特（Philip Haydn-Slater）成立一所名為「Six String Productions」的獨立唱片公司，該公司旨在促進創作獨立性和素材的擁有權。此外，費頓於同年發行了他的原創歌曲。2010年3月18日，費頓與一群明星一同參加2011年紅鼻子日的活動，並出現於該活動的喜劇小品中。拍完《哈利波特》系列電影後，費頓在沒有試鏡的情況下獲邀:264飾演《猩球崛起》（2011年）的反派道奇·蘭登。在第38屆全美民選獎上，費頓入圍了「最受喜愛的25歲以下電影演員獎」，但最終輸給克蘿伊·摩蕾茲。

### 2012-2023年：進一步的影視作品

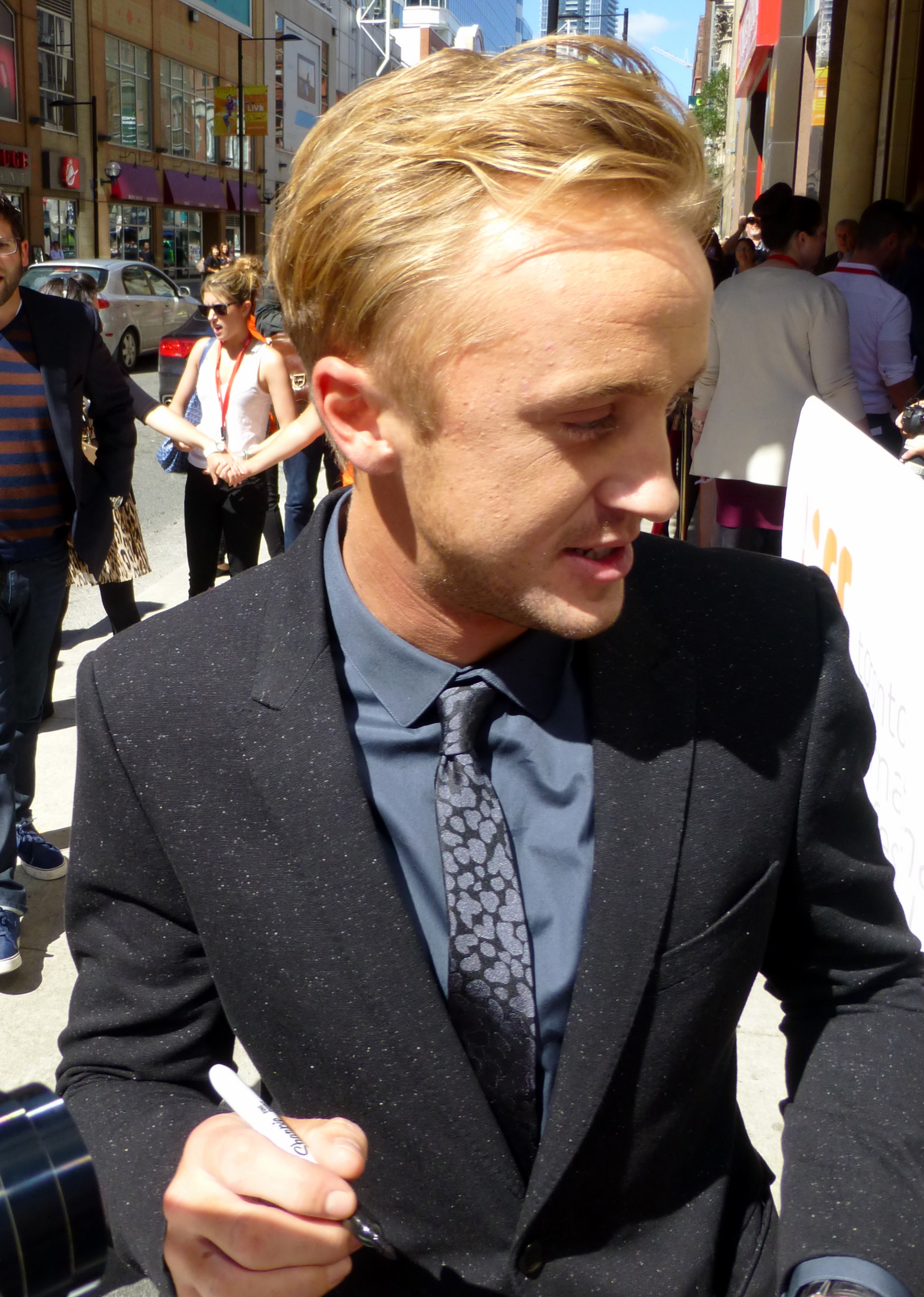
2013年，費頓出席《美麗·錯誤》的首映禮。

2012年，他主演了驚悚片《鬼次元》，並在迷你劇《謎宮》中飾演特倫卡佛子爵。2013年，費頓參演根據真人真事改編的18世紀愛情片《美麗·錯誤》，並在《秘密情事》中與女演員伊莉莎白·歐森飾演一對沒有愛的夫妻。RogerEbert.com的影評人歐迪·韓德森（Odie Henderson）認為費頓在後者的演出是成功的，將「浮華矯飾及糊塗」演得恰到好處。與此同時，費頓演了兩部二戰背景的小規模電影《戰爭之牙》（Fangs of War）和《恩典與危險》（Grace and Danger）。2014年，費頓演出電視劇《一級謀殺》的第1季，其角色為一名矽谷工人和涉嫌謀殺的艾瑞希·布蘭特。2015年，費頓擔任二戰冒險片《太平洋幽靈》的主演之一，飾演美國海軍飛行員。同年，費頓的導演處女作——電視電影《湯姆·費頓與超級粉絲相見歡》（Tom Felton Meets The Superfans）問世，費頓在片中現身與人互動，對象包含他的粉絲及J·K·羅琳、魯伯特·葛林特與丹尼爾·雷德克里夫等。在2015年的吉馮尼電影節上，費頓贏得了吉馮尼資歷獎（Giffoni Experience Award）。
2016年，費頓演出的電影有愛情片《聯合王國》和傳記片《復活之謎》。《芝加哥太陽報》的理查·羅珀稱費頓在後者的演出令人滿意。2016年至2017年間，他出演了電視劇《閃電俠》的第3季，詮釋反派鍊金術師，本名朱利安·艾爾伯特（Julian Albert）。2017年，他主演了劇情片《雙生子》，和女演員托瑞安·艾沃瑞·贝莉萨里奥飾演一對雙胞胎，並出演動作片《金牌特勤隊》和傳記片《梅根·李維》。2018年，費頓在愛情片《奧菲莉亞》中飾演雷爾提。費頓也在該年首播的YouTube網路劇《起源號》，但該劇僅播出1季後即遭腰斬。2019年，費頓與塔姆茵·瑟斯沃克一主同演電影《遗愿之旅》，飾演一對兄妹。
2020年和2021年，費頓分別有一部作品在Netflix上架，一部是同名小說改編的《完全猎魔攻略》，飾演反派邪惡巫師，另一部則是紀念斯海爾德河戰役75週年的荷蘭戰爭片《被遺忘的戰役》。《綜藝雜誌》和RogerEbert.com的影評人批評費頓在前者的演出，認為他的造型和表現並未達到恐怖的效果。2022年5月，費頓在倫敦西區劇院首次亮相，演出劇目《2：22鬼故事》，費頓於當中跟曼迪·吉爾一起演出。該年他一共有三部電影問世，包含二戰虛構驚悚片《埋葬》，飾演運送希特勒屍體返回莫斯科的蘇聯小隊成員；講述女考古學家安·阿克斯特爾·莫里斯生平的傳記片《Canyon Del Muerto》，飾演同為考古學家的莫里斯之夫厄爾；根據真人真事改編的《拯救電影院》，飾演一名心地善良的郵差。《Canyon Del Muerto》也是費頓首部擔任製片人的作品。2023年，費頓演出的心理驚悚片《Some Other Woman》在影展亮相。

### 未來作品
2020年12月，宣布費頓將出演劇情片《Lead Heads》，與鲁伯特·埃弗里特、德雷克·雅可比、路克·紐伯瑞和馬克·威廉斯同台演戲。

### 其他
費頓也有跨足音樂界。他的首支單曲於2008年在YouTube上發布。早期，費頓曾以「Feltbeats」的藝名推出數張EP，如（2008年）及（2008年）。此外，他還分別於2009年及2011年推出EP及。2018年，費頓出演詹姆士·亞瑟歌曲《Empty Space》的音樂錄影帶（MV），飾演一名心碎的男子。
遊戲方面，費頓曾在《哈利波特：鳳凰會的密令》（2007年）、《哈利波特：混血王子的背叛》（2009年）及《哈利波特：死神的聖物》（2010年）中為跩哥·馬份配音。
2017年，費頓與朱利安·萊因德-塔特、羅里·金尼爾及凱文·埃爾頓一同為企鵝藍燈書屋錄製有聲書。他錄製了小說《詭計》（Trickery）的有聲書。2022年10月13日，費頓推出個人著作《Beyond the Wand》（中譯：魔杖之外），當中涵蓋了費頓於《哈利波特》系列電影中的演藝生涯。該書在截至2022年10月22日的一周內首次登上《紐約時報暢銷書榜》的首位。

## 個人生活

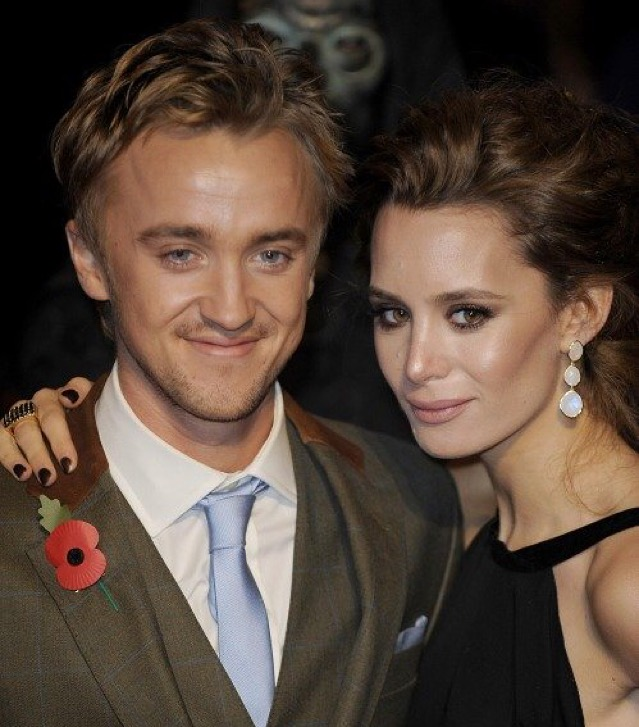
2010年，費頓跟當時的女友潔德·高登一同出席《哈利波特：死神的聖物Ⅰ》的首映禮。

費頓曾跟其哥哥基斯（Chris）一同參加紐約州環境保護局及其他組織舉辦的全球青年鯉魚競賽的釣魚比賽。費頓非常熱愛運動，如足球、溜冰、籃球、板球、游泳及網球。他最喜歡的電影是1991年的《俠盜王子羅賓漢》。
人際方面，費頓與《哈利波特系列電影》的同片演員魯拔·格連特:186、愛瑪·屈臣:170-171及丹尼爾·域卡夫交情要好。2014年，他上傳了與李察·席夫在慶祝英國同性婚姻合法現場的合照，宣告出櫃。對此，外界認為兩人只是在慶祝同性婚姻通過，而非真正出櫃。
感情方面，費頓證實過的女友是《哈利波特系列電影》的特技助理潔德·奧利維亞·哥登（Jade Olivia Gordon），他於17歲時結識並愛上對方:260。在兩人交往期間，潔德於《哈利波特：死神的聖物Ⅱ》的最後一幕裡飾演跩哥·馬份的妻子——翠菊·綠茵（Astoria Greengrass）:262-263。兩人據稱在2016年分手。另外，有傳聞稱費頓在2004年至2007年間與瑪莉莎·坦姆謝克（Melisa Tamschick）有過戀情，艾瑪·華森也一度被視為曖昧對象，雖然華森承認當時10來歲時有暗戀過費頓，不過兩人稱他們真的只是非常親密的朋友。也有消息稱費頓於2006年至2008年間曾與菲比·托金有過戀情。
根據費頓的自傳，他在拍完《哈利波特》系列電影和一些作品後，前往好萊塢所在的洛杉磯發展:276-277。他在二十過半時染上酒癮和物質濫用:284-285, 288，被迫接受戒癮干預活動，也與潔德結束關係:305-306。費頓後來自行決定進入勒戒中心:307，待了約三個星期後被趕出:311，出來後他在男演員格雷格·賽普斯的家借住了數月，31歲時在威尼斯海灘買屋住下:313-315。至2022年時，費頓已回到倫敦居住:319
2021年9月23日，據報導，費頓在參加萊德盃的高爾夫球名人賽時病倒，送醫時意識清醒。費頓隨後發布消息，稱他已在康復中。

## 作品列表

### 電影
| 年份           | 片名                               | 角色                               | 附註              | 來源    |
| -------------- | ---------------------------------- | ---------------------------------- | ----------------- | ------- |
| 1997           | 寄居小奇兵                         | 皮葛林·克拉克（Peagreen Clock）    | 電影首作          | [ 101 ] |
| 1999           | 安娜與國王                         | 路易斯·T·里安諾文斯                |                   | [ 102 ] |
| 2001           | 哈利波特：神秘的魔法石             | 跩哥·馬份（Draco Malfoy）          |                   | [ 103 ] |
| 2002           | 哈利波特：消失的密室               | 跩哥·馬份（Draco Malfoy）          |                   | [ 104 ] |
| 2004           | 哈利波特：阿茲卡班的逃犯           | 跩哥·馬份（Draco Malfoy）          |                   | [ 105 ] |
| 2005           | 哈利波特：火盃的考驗               | 跩哥·馬份（Draco Malfoy）          |                   | [ 106 ] |
| 2007           | 哈利波特：鳳凰會的密令             | 跩哥·馬份（Draco Malfoy）          |                   | [ 107 ] |
| 2009           | 失蹤                               | 西蒙·普萊爾（Simon Pryor）         |                   | [ 108 ] |
| 2009           | 哈利波特：混血王子的背叛           | 跩哥·馬份（Draco Malfoy）          |                   | [ 109 ] |
| 2010           | 哈利波特：死神的聖物Ⅰ              | 跩哥·馬份（Draco Malfoy）          |                   | [ 110 ] |
| 2010           |                                    | 雷·馬斯登（Ray Marsden）           | 短片 主演         | [ 111 ] |
| 2010           | 大明星小跟班                       | 他自己                             | 客串              | [ 113 ] |
| 2010           | 13小時                             | 蓋瑞·阿什比（Gary Ashby）          | 主演              | [ 114 ] |
| 2011           | 琢玉成器                           | 愛德華（Edward）                   | 主演              |         |
| 2011           | 哈利波特：死神的聖物Ⅱ              | 跩哥·馬份（Draco Malfoy）          |                   | [ 115 ] |
| 2011           | 猿人爭霸戰：猩凶革命               | 道奇·蘭登（Dodge Landon）          |                   | [ 116 ] |
| 2012           | 鬼次元                             | 派翠克（Patrick）                  |                   |         |
| 2013           |                                    |                                    |                   |         |
| 戰爭之牙（Fangs of War）   | 約翰·西瓦德博士（Dr. John Seward） |                                    |                   |         |
| 恩典與危險（Grace and Danger） | 卡納比（Carnaby）                  |                                    |                   |         |
| 美麗·錯誤      | 詹姆斯·阿什福德（James Ashford）   |                                    | [ 117 ]           |         |
| 秘密情事       | 卡米爾·拉奎因                      | 主演                               | [ 118 ]           |         |
| 2014           | 太平洋幽靈                         | 東尼·帕斯圖拉（Tony Pastula）      | 主演              | [ 119 ] |
| 2014           | 為何我沒有成為鋼琴家 （How I Didn't Become a Piano Player）          | 泰德（Ted）                        | 主演 短片，僅配音 | [ 120 ] |
| 2016           | 復活之謎                           | 盧修斯（Lucius）                   |                   | [ 121 ] |
| 2016           | 國王口信                           | 法蘭基（Frankie）                  |                   |         |
| 2016           | 聯合王國                           | 雷夫斯·蘭卡斯特（Rufus Lancaster） |                   | [ 122 ] |
| 2017           | 梅根·李維                          | 安德魯·狄恩（Andrew Dean）         |                   |         |
| 2017           | 雙生子                             | 麥特·葛瑞（Matt Grey）             | 主演              |         |
| 2017           | 金牌特勤隊                         | 卡明斯（Cummings）                 |                   | [ 123 ] |
| 2018           | 奧菲莉亞                           | 雷爾提（Laertes）                  |                   | [ 124 ] |
| 2019           | 遺願之旅                           | 布蘭登·沃克（Brandon Walker）      | 主演              | [ 125 ] |
| 2020           | 完全猎魔攻略                       | 大吉尼奧爾（The Grand Guignol）    |                   |         |
| 2020           | 被遺忘的戰役                       | 東尼·透納（Tony Turner）           |                   |         |
| 2021           | A Tale of Two Mindsets             | Pessimist                          | 主演 短片         |         |
| 2022           | 拯救電影院                         | Richard Goodridge                  | 主演              |         |
| 2022           | 埋葬                               | Lukasz                             |                   | [ 126 ] |
| 2022           | Canyon Del Muerto                  | 厄爾·H·莫里斯                      | 主演 身兼製片人   |         |
| 2023           | Some Other Woman                   | Peter                              | [ 127 ]           |         |
| 2024           | Altered                            | Leon                               | 主演              |         |
| 待公布         | Lead Heads                         |                                    |                   |         |

### 電視劇/網路劇
| 年份      | 電視劇名稱                    | 角色                               | 附註                                    | 來源    |
| --------- | ----------------------------- | ---------------------------------- | --------------------------------------- | ------- |
| 1998      | 蟲                            | 詹姆斯（James）                    | 集數：「潘朵拉的盒子」（Pandoras' Box） |         |
| 1999      | 千里眼                        | 湯瑪斯·恩格姆（Thomas Ingham）     | 電視電影                                |         |
| 2000      | 千里眼2：捉迷藏（Second Sight: Hide and Seek）           | 湯瑪斯·恩格姆（Thomas Ingham）     | 電視電影                                |         |
| 2005      | 家庭農莊雙胞胎（Home Farm Twins）            | 亞當·貝克（Adam Baker）            | 客串                                    |         |
| 2012      | 謎宮                          | 特倫卡佛子爵（Viscount Trencavel） | 迷你劇                                  |         |
| 2013      | 完整的循環（Full Circle）                | 提姆·艾伯特（Tim Abbott）          |                                         |         |
| 2014      | 一級謀殺                      | 艾瑞希·布蘭特（Erich Blunt）       | 常規演員（第1季）                       |         |
| 2015      | 湯姆·費頓與超級粉絲相見歡（Tom Felton Meets The Superfans） | 他自己                             | 電視電影；導演處女作                    |         |
| 2016—2017 | 闪电侠                        | 朱利安·艾爾伯特 / 鍊金術師         | 常規演員（第3季）；17集                 |         |
| 2018      | 起源號                        | 羅根（Logan）                      | 主要演員；10集；播出1季後即遭取消       |         |
| 2021      | 哈利波特：霍格華茲盃益智大賽  | 他自己                             | 特別來賓；3集                           |         |
| 2021      | (K)nox: The Rob Knox Story    | 他自己                             |                                         | [ 128 ] |
| 2022      | 哈利·波特20周年：重返霍格沃兹 | 他自己                             |                                         |         |

### 舞台劇
| 年份      | 劇目                   | 角色                      | 附註              |
| --------- | ---------------------- | ------------------------- | ----------------- |
| 2022      | 2：22鬼故事            | 山姆（Sam）               | 標準劇院演出      |
| 2025—2026 | 哈利波特：被詛咒的孩子 | 跩哥·馬份（Draco Malfoy） | Lyric Theatre演出 |

### 遊戲
| 年份 | 遊戲                     | 角色                      | 附註 |
| ---- | ------------------------ | ------------------------- | ---- |
| 2007 | 哈利波特：鳳凰會的密令   | 跩哥·馬份（Draco Malfoy） | 聲演 |
| 2009 | 哈利波特：混血王子的背叛 | 跩哥·馬份（Draco Malfoy） | 聲演 |
| 2010 | 哈利波特：死神的聖物     | 跩哥·馬份（Draco Malfoy） | 聲演 |

### 音樂作品

#### 迷你專輯
| 年份 | 專輯            | 附註   |
| ---- | --------------- | ------ |
| 2008 | Time Well Spent | [ 80 ] |
| 2008 | All I Need      | [ 80 ] |
| 2009 | In Good Hands   | [ 80 ] |
| 2011 | Hawaii          | [ 81 ] |

#### 單曲
| 年份 | 單曲                     | 附註    |
| ---- | ------------------------ | ------- |
| 2008 | Silhouettes in Sunsets   | [ 80 ]  |
| 2008 | Time Isn't Healing       | [ 129 ] |
| 2010 | If You Could Be Anywhere | [ 130 ] |
| 2021 | hOLDing on               |         |

#### MV演出
| 年份 | 歌手                | 歌曲                | 附註 | 來源    |
| ---- | ------------------- | ------------------- | ---- | ------- |
| 2018 | 詹姆士·亞瑟         | Empty Space         | 演出 | [ 82 ]  |
| 2022 | Russ feat. 紅髮艾德 | Are You Entertained | 演出 | [ 131 ] |

### 自傳
- . London: Ebury Spotlight. 2022-10-13 (13 October 2022). ISBN 978-1-5291-4941-8. [132]
- 中譯本：. 由王之瑜翻译. 大塊文化. 2023. ISBN 9786267317211.

## 獎項及提名
| 年份 | 頒獎禮         | 獎項                                                                             | 作品／角色               | 作品／角色                       | 結果 | 參考    |
| ---- | -------------- | -------------------------------------------------------------------------------- | ------------------------ | -------------------------------- | ---- | ------- |
| 2001 | 青年藝術家獎   | 長片最佳群戲（Best Ensemble in a Feature Film）                                  | 哈利波特：神秘的魔法石   | 跩哥·馬份（Draco Malfoy）        | 提名 |         |
| 2001 | 青年藝術家獎   | 最佳電影年輕男配角（Best Performance in a Feature Film: Supporting Young Actor） | 哈利波特：神秘的魔法石   | 跩哥·馬份（Draco Malfoy）        | 提名 |         |
| 2009 | MTV影視大獎    | 最佳反派                                                                         | 哈利波特：混血王子的背叛 | 跩哥·馬份（Draco Malfoy）        | 獲獎 |         |
| 2009 | 尖叫獎         | 最佳群戲（Best Ensemble）                                                        | 哈利波特：混血王子的背叛 | 跩哥·馬份（Draco Malfoy）        | 獲獎 |         |
| 2010 | MTV影視大獎    | 最佳反派                                                                         | 哈利波特：死神的聖物Ⅰ    | 跩哥·馬份（Draco Malfoy）        | 獲獎 |         |
| 2010 | Teen材大獎     | 電影票選獎：反派                                                                 | 哈利波特：死神的聖物Ⅰ    | 跩哥·馬份（Draco Malfoy）        | 獲獎 |         |
| 2011 | MTV影視大獎    | 最佳演員團隊（Best Cast）                                                        | 哈利波特：死神的聖物Ⅱ    | 跩哥·馬份（Draco Malfoy）        | 獲獎 |         |
| 2011 | 尖叫獎         | 最佳群戲（Best Ensemble）                                                        | 哈利波特：死神的聖物Ⅱ    | 跩哥·馬份（Draco Malfoy）        | 提名 |         |
| 2011 | 金德比獎       | 最佳群戲（Best Ensemble）                                                        | 哈利波特：死神的聖物Ⅱ    | 跩哥·馬份（Draco Malfoy）        | 提名 |         |
| 2015 | 英國國家電影獎 | 最佳男演員（Best Actor）                                                         | 美麗·錯誤                | 詹姆斯·阿什福德（James Ashford） | 提名 | [ 133 ] |

## 備註
1. ↑  也稱呼做「克里斯」[2]。
2. ↑  本片在美國稱作《夜狼》[7]。

## 外部連結
- 汤姆·费尔顿在互联网电影资料库（IMDb）上的資料（英文）
- 汤姆·费尔顿在豆瓣上的资料（简体中文）
- 汤姆·费尔顿的Instagram帳戶